# Аутоматони (митологија)
Аутоматони су у грчкој митологији биле творевине бога Хефеста у облику људи или животиња.

## Митологија
Хефест је правио статуе од скупоцених метала, попут сребра и злата у облику људи или животиња, које би потом оживео, а за потребе богова или људи. Аутоматони су обављали послове за које су били предвиђени, али су деловали самостално, јер их је Хефест обдарио разумом, али и говором, а неку су имали и дар певања. Тако је за потребе другог мистичног храма у Делфима бога Аполона, направио певаче од злата или у облику прелепих девојака или птица или су били комбинација та два, попут сирена. Осим за друге, Хефест је правио аутоматоне и за своје потребе, како би му помагали у радионици или га служили у његовом дому. Тако је Хомер писао да су Хефестове слушкиње биле госпе од злата. Хефестови златни пси су се помињали у „Илијади“, „Одисеји“, али и у разним другим причама. Био их је велики број и Хефест их је поклањао (или су му били наручивани) са сврхом да штите некога или нечије добро. Тако је Хелије наручио неколико златних и сребрних паса да чувају двор његовог сина Ејета, а један пар псећих аутоматона је чувао и двор краља Феачана, Алкиноја. Чак је и сам Зевс поставио златног пса да чува Амалтеју, козу која га је отхранила. Међутим, тог пса је украо Пандареј и поверио га Танталу, који је касније негирао да је пса уопште примио. Зевс их је казнио обојицу; Пандареја је окаменио, а Тантала закопао под брдом Сипил. Бронзани човек Тал је чувао острво Крит. Хефест је још направио и Кабиријске коње, Кавкаског орла, халкотауре, као и златне троношце за богове са Олимпа.
Осим Хефеста, према многим ауторима, аутоматоне је правио и атински занатлија Дедал.